# Brachymeles wrighti
Brachymeles wrighti е вид влечуго от семейство Сцинкови (Scincidae).

## Разпространение
Видът е разпространен във Филипини.